# Marché aux grains

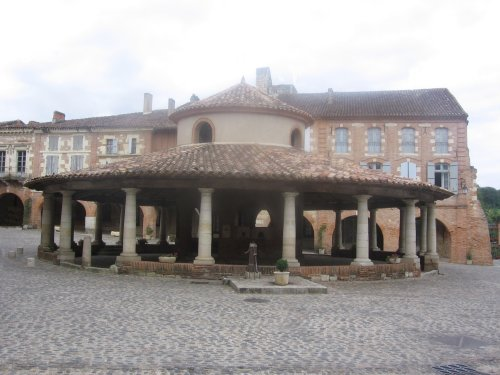
Photo d'un marché aux grains dans le Gers (France).

Un marché aux grains est un bâtiment spécifiquement destiné à la revente de grains, généralement au détail.